# 대한예수교장로회(호헌)
대한예수교장로회(호헌) (大韓-敎長老會(護憲)/The General Assembly of Presbyterian Church in Korea/Hoheon)은 1962년에 세워진 대한민국의 장로교 교단이다. 이 교단의 교회는 보통 서울 북부지역에 많이 위치해 있다.

## 연혁
1961년 박병훈 목사를 주축으로 칼 멕킨타이어(Carl McIntire)) 박사의 ICCC(International Council of Christian Churches)의 가입과 장로교 신앙노선의 정통 개혁주의(칼빈주의)를 표방하면서 대한예수교장로회(합동)과 총신대학교로부터 분리되었으며, 교육기관으로는 호헌총회신학교(護憲總會神學校)가 있다.

## 같이 보기
- CBS기독교방송